# Quin (Clare)
Quin (en Irlandès Cuinche "cinc camins") és un petit poble situat al sud-est del Comtat de Clare, a la República d'Irlanda. La principal atracció de la vila, l'abadia de Quin, és oberta al públic i encara que la major part és en ruïnes encara conserva la major part de l'estructura. L'abadia fou construïda sobre els fonaments del primer castell normand, i encara es poden veure els fonaments de les seves torres dels cantons. El nom del poble és una referència a l'antic irlandès per l'origwn de cinc carreteres fora del poble
El riu Rine travessa Quin.

## Història
El paisatge que envolta el poble de Quin té moltes restes arqueològiques, sobretot el convent franciscà. El primer edifici que es coneix d'aquest lloc era una església, i després al lloc de Clare va construir un castell en l'any 1280. Aquest va ser atacat i destruït, i l'església actual va ser construïda en el lloc vers el 1350 amb la incorporació d'alguns parts de les ruïnes del castell.
L'abadia de va ser fundada el 1433 i va albergar molts frares franciscans fins a 1820, quan l'últim frare, el pare Hogan, va morir. El seu lloc d'enterrament es pot visitar a l'Abadia.
La notícia de la gran rebel·lió de 1641 va ser anunciada per primera vegada al comtat de Clare "a la gran fira de Quin", que fou un gran esdeveniment en el comtat d'aquests dies. Samuel Lewis, que va escriure en 1837, dona la següent descripció de Quin. "A les parròquies de la baronia de Bunratty, Comtat de Clare, 5 ½ milles (S.E) d'Ennis, a l'antiga carretera de Limerick. Conté 2.918 habitants, dels quals el nombre 173 es troben en el llogaret es deia antigament Quint o Quinchy, on, cap a 1250, es va fundar una abadia, que va ser consumida pel foc en 1278."
El Castell de Knappogue és de dos quilòmetres de Quin.
Algunes de les obres d'or prehistòrics més importants d'Irlanda van ser trobades en Quin.

## Demografia
Segons un cens de 2002, Quin tenia 853. Per a l'any 2006, la població havia crescut al voltant de 1.048 habitants. En el cens de 2011 la població havia augmentat a 1.454.

## Esport
El Clooney Quin GAA fou fundat en 1888. El seu jugador més famós fou Amby Power, qui fou el capità de l'equip de Clare que va guanyar el campionat panirlandès de 1914.

## Personatges
- Ger Colleran, antic editor de l'Irish Daily Star, va créixer a Quin
- Paddy Hannan nascut en 1840, destacà en la major carrera de l'or en 1893 a Kalgoorlie
- Amby Power, nascut en 1887 a Quin, fou llençador
- Arthur Quinlan fou criat a Quin[3]